# Mutia
Mutia is een gemeente in de Filipijnse provincie Zamboanga del Norte op het eiland Mindanao. Bij de laatste census in 2007 had de gemeente ruim 12 duizend inwoners.

## Geografie

### Bestuurlijke indeling
Mutia is onderverdeeld in de volgende 16 barangays:
| - Alvenda - Buenasuerte - Diland - Diolen - Head Tipan - New Casul - New Siquijor - Newland | - Paso Rio - Poblacion - San Miguel - Santo Tomas - Tinglan - Totongon - Tubac - Unidos |

## Demografie
Mutia had bij de census van 2007 een inwoneraantal van 12.078 mensen. Dit zijn 2.272 mensen (23,2%) meer dan bij de vorige census van 2000. De gemiddelde jaarlijkse groei komt daarmee uit op 2,92%, hetgeen hoger is dan het landelijk jaarlijks gemiddelde over deze periode (2,04%). Vergeleken met de census van 1995 is het aantal mensen met 3.163 (35,5%) toegenomen.

De bevolkingsdichtheid van Mutia was ten tijde van de laatste census, met 12.078 inwoners op 73,58 km², 164,1 mensen per km².